# ریگلی

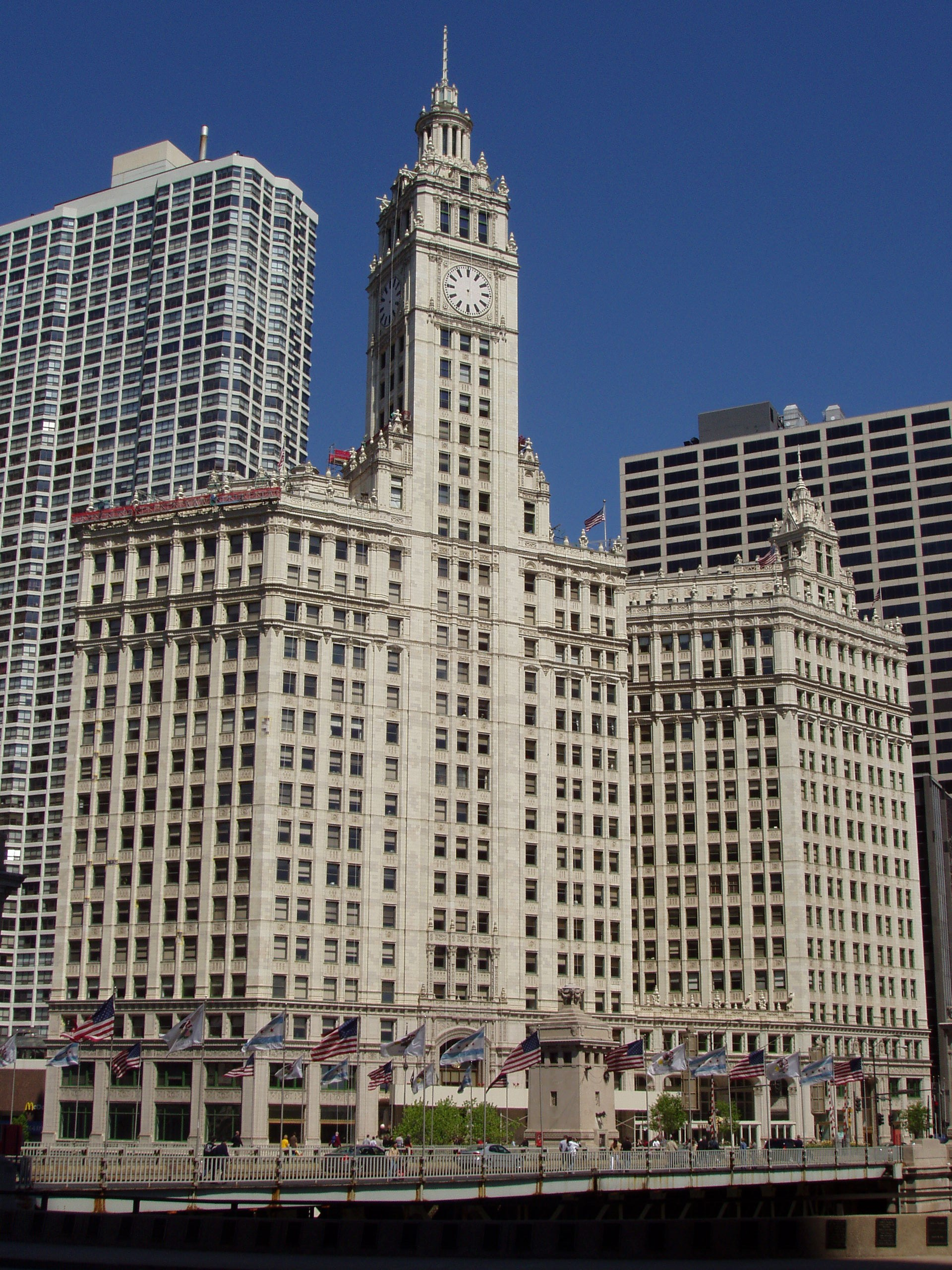
ساختمان مرکزی ریگلی

ریگلی (به انگلیسی: Wrigley) شرکت صنایع غذایی آمریکایی است، که در زمینه تولید آدامس، انواع فراورده‌های قندی، مواد غذایی و دیگر مکمل‌های غذایی فعالیت می‌نماید.
شرکت ریگلی در سال ۱۸۹۱ توسط ویلیام ریگلی راه‌اندازی شد و در حال حاضر متعلق به شرکت مارس اینکورپوریتد می‌باشد. دفتر مرکزی این شرکت در شهر شیکاگو، ایلینوی، ایالات متحده آمریکا قرار دارد.